# Paule Maurice
Paule Maurice (París, França, 29 de setembre de 1910 - París, França, 18 d'agost de 1967) fou una compositora i pedagoga francesa, autora de música per a teatre, ballets, obres orquestrals, música de cambra i peces per a piano. És coneguda principalment per la suite per a saxòfon i orquestra Tableaux de Provence.

## Vida
Paule Maurice neix el 1910 a París, filla de Raoul Auguste Alexandre Maurice, un treballador d'oficina, i de Marguerite Jeanne Lebrun. Realitza els seus estudis al Conservatori de París, on cursa harmonia amb Jean Gallon del 1929 al 1933, obtenint el primer premi del Conservatori, contrapunt i fuga amb Noël Gallon del 1931 al 1935, obtenint el segon premi de la institució en fuga, i composició amb Henri Büsser del 1935 al 1939, guanyant-ne el primer premi el 1939.
Als vint-i-tres anys, es converteix en la professora ajudant de Jean Gallon. El 1942, entra a formar part del cos de professorat del Conservatori de París dins l'assignatura de lectura a vista, treball que realitzarà fins a la seva mort el 1967. Els dos últims anys de la seva vida també imparteix classes d'anàlisi harmònica a l'École Normale de Musique de París.
Juntament amb el seu marit, el també compositor Pierre Lantier (premiat al Prix de Rome de 1937), escriu un tractat d'harmonia que esdevé obra de referència a molts centres d'ensenyament musical, tant a França com a l'estranger. Aquest pretén ser un complement al Tractat de Reber, escrit l'any 1862 per Napoléon Henri Reber, i porta per títol Complement du Traité d'Harmonie de Reber. Commentaires et nombreux textes destinés à faciliter l'assimilation à l'écriture moderne (Debussy, Ravel, Strawinsky, etc.) Arxivat 2017-11-07 a Wayback Machine.. Altres publicacions de Maurice són Leçons du solfège (P. Nöel) i Recueils de Dictées melòdiques et harmòniques (Editions Naudin).

## Premis i reconeixements
Segons la biografia de la pròpia compositora de 1960, fins llavors havia rebut els següents reconeixements:
- Prix Halpheu (en composició)
- Premi del Congrès Marial de Boulogne (per una cantata)
- Prix pour l'ensemble de la composition féminine
- Premi del públic i del jurat als concerts de l'Orchestre Pasdeloup
- Prix George Hüe pour la mélodie

## Maurice i el saxòfon
El principal reconeixement de Paule Maurice com a compositora prové de la seva suite per a saxòfon i orquestra, Tableaux de Provence, escrita entre 1948 i 1955. L'altra obra de l'autora per a l'instrument és l'estudi per a saxòfon alt Volio, publicat l'any 1967.

### Tableaux de Provence
Tableaux de Provence és una suite en cinc moviments per a saxòfon alt solista i orquestra. L'orquestració inclou 2 flautes, 2 oboès, un corn anglès, 2 clarinets, un fagot, 2 trompes, una trompeta, percussió (timbales, xilòfon), celesta, arpa i corda. La música està inspirada en la Provença, al sud de França, regió on les famílies de Lantier i Maurice van passar molts estius. L'obra va ser dedicada a Marcel Mule, un dels saxofonistes més influents de l'època al qual van dedicar obres Heitor Villa-Lobos, Henri Tomasi, Jeanine Rueff, Claude Pascal i Eugène Bozza, entre d'altres. Tot i això, Mule no va participar en l'estrena de l'obra, que va tenir per protagonista el seu alumne Jean-Marie Londeix. Concretament, Tableaux va ser estrenada el 9 de desembre de 1958 a Brest (França) amb l'Orchestre Symphonique Brestois dirigida per Pierre Lantier acompanyant al solista Londeix. La primera gravació de Tableaux de Provence va tenir lloc el 1957 en un llançament anomenat Marcel Mule de la marca Selmer, amb Solange Robin acompanyant al piano.
L'obra consta de cinc escenes provençals que representen imatges pintoresques i atractives, amb una clara influència de la cançó i la dansa. L'interès en els caràcters folclòrics era un aspecte molt recurrent en la música francesa de l'època. El llenguatge descriptiu també hi és molt present, combinat amb una orquestració colorida i un caràcter informal. L'únic moviment que no entronca amb aquest to despreocupat i juganer és el quart: Des Alyscamps l'âme soupire. En una carta de la compositora a Londeix de 1960 s'explica el perquè: 
| «                                                                                         | (anglès) The mouvement des Alyscamps l'âme soupire was written during a very emotional period when I learned of the death of my husband's cousin, whom we considered a brother. He was a very warm human being, a good man, intelligent, and gregarious. His life completely changed in 1914, when he was seriously wounded. He was living in Provence in a vineyard with peach trees and olive trees in the country. I still remember the hours we shared reading poetry together. Thanks to him, I learned to experience the true charm of Provence, to appreciate the cricket's song and the sound of the waterfall. I cannot express in words how devastating it was lose him. This movement was written within two days at that period. I am very touched that you guessed the emotional pain which inspired this movement and there is abolutely no indiscretion in your request. | (català) El moviment des Alyscamps l'âme soupire va ser escrit durant un període molt emotiu en que vaig conèixer la mort del cosí del meu marit, a qui consideràvem un germà. Era una persona molt carinyosa, un bon home, intel·ligent i sociable. La seva vida va canviar completament el 1914, quan va ser ferit de gravetat. Vivia a una vinya de la Provença on tenia camps de presseguers i olivers. Encara recordo les hores que compartiem junts llegint poesia. Gràcies a ell, vaig aprendre a gaudir del veritable encant de la Provença, a apreciar el cant dels grills i el so de l'aigua caient. No puc expressar en paraules com de devastadora va ser la seva pèrdua. El moviment va ser escrit durant dos dies d'aquest període. Estic molt commoguda que hagis descobert el dolor emocional que va inspirar aquest moviment i no hi ha pas cap indiscreció en el teu requeriment. | » |
| — Paule Maurice, Carta dirigida al saxofonista Jean-Marie Londeix, 29 de novembre de 1960 | | |   |

La compositora també va descriure cadascun dels Tableaux de la següent forma:

#### Farandole des Jeunes-filles(Dansa de les joves)
Està escrita en el mode hipolidi. Expressa l'alegria de la joventut. L'instrument solista té sobretot l'interès rítmic, i comparteix uns diàlegs que s'intercalen amb l'oboè i la flauta.

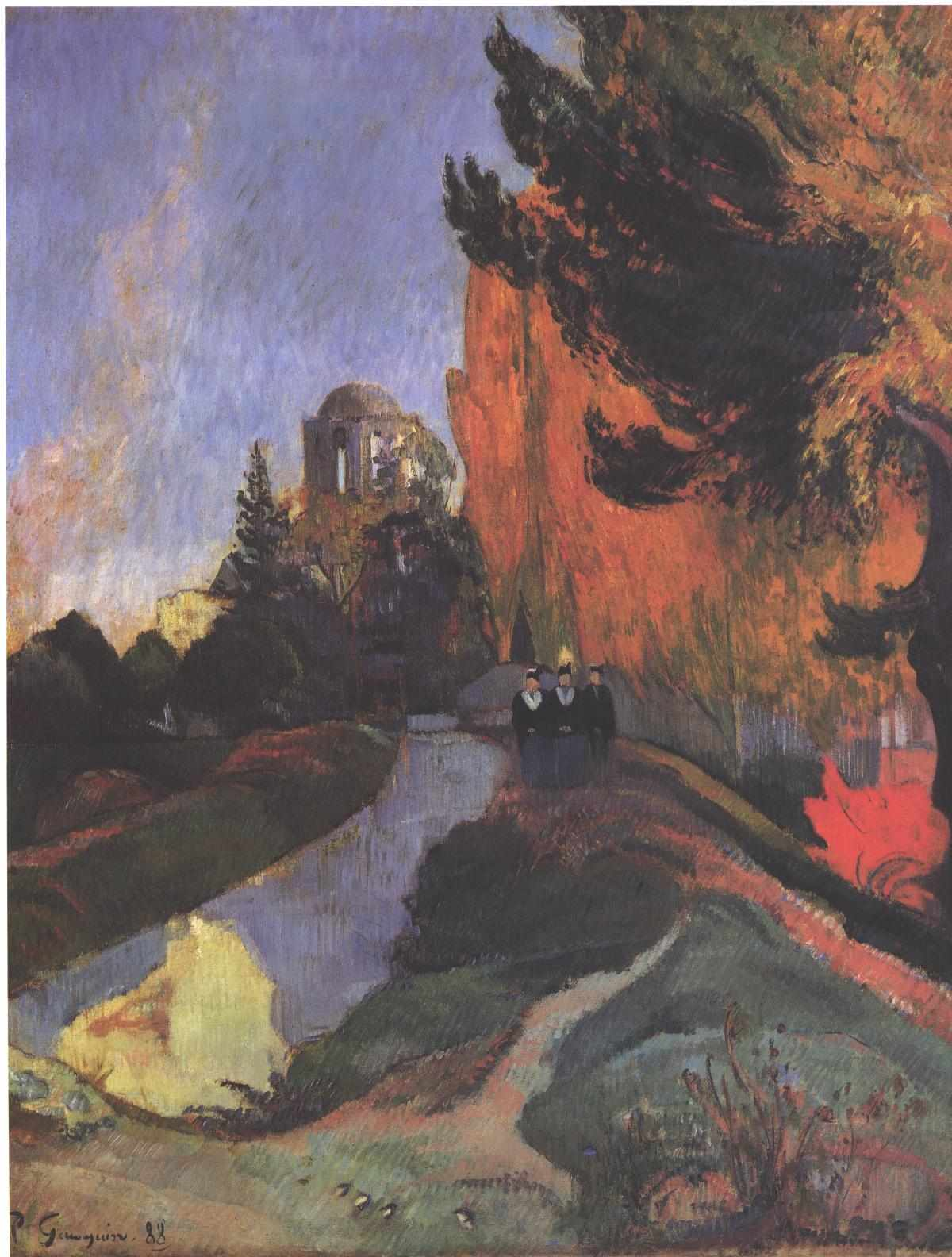
Paul Gauguin: Les Alyscamps, 1888

#### Chanson pour ma mie(Cançó per a la meva estimada)
S'obre amb les notes basades en les altures d'afinació d'una guitarra. El saxòfon introdueix llavors una frase tendra i poètica sobre un acompanyament amb reminiscències de serenata.

#### La Bohémienne(La gitaneta)
Un ritme fort i emfatitzat expressa el temperament fogós dels gitanos.

#### Des Alyscamps l'âme soupire(Des del cementiri dels Alyscamps una ànima sospira)
El saxòfon canta una melodia planyívola i nostàlgica. La peça està construïda en la forma d'un lied. Un fons sonor de colors foscos es crea per les cordes. El timbre melancònic del corn anglès realitza un diàleg amb l'instrument solista.

#### Le Cabridan(Elcabridan)
El cabridan és el nom d'un gros i sorollós insecte propi de la regió de la Provença (França). L'agilitat del saxòfon s'adequa perfectament per presentar les figures ràpides, arremolinades i agitades que es troben en aquesta peça. Està escrita en la forma d'un moviment perpetu i continu que es veu breument interromput per una curta cadenza. La recapitulació del tema, a cànon entre el solista i l'orquestra, sembla representar la ràpida escapada de l'insecte, que desapareix en un diminuendo general.

## Selecció d'obres
La catalogació d'obres de Paule Maurice és molt difusa, ja que no hi ha un catàleg complet i oficial. La següent llista ha estat extreta de l'autobiografia de Paule Maurice de 1960 i del catàleg de l'editorial Lemoine:
| Obra                                                         | Tipus d'obra                   | Any de publicació | Instrumentació       | Dedicatòria         | Editorial   |
| ------------------------------------------------------------ | ------------------------------ | ----------------- | -------------------- | ------------------- | ----------- |
| Symphonie                                                    | Orquestral                     | 1939              | Orquestra            |                     |             |
| Concerto pour piano et orchestre                             | Concertística                  | 1950              | Piano i orquestra    |                     | Ed. Lemoine |
| Concerto giocoso                                             | Concertística                  | 1950              | Piano i orquestra    |                     | Ed. Lemoine |
| Cosmorama                                                    | Ballet                         |                   |                      | Encàrrec de l'Estat |             |
| Cosmorama (réduction)                                        | Reducció a dos pianos          | 1963              | 2 pianos             |                     | Ed. Lemoine |
| Idylle exotique                                              | Ballet                         |                   |                      |                     |             |
| L'embarquement pour Cithère                                  | Poema simfònic                 |                   |                      | Encàrrec de l'Estat |             |
| Tableaux de Provence                                         | Suite orquestral concertística | 1959              | Saxòfon i orquestra  | Marcel Mule         | Ed. Lemoine |
| Tableaux de Provence (réduction)                             | Reducció a saxòfon i piano     | 1961              | Saxòfon i piano      |                     | Ed. Lemoine |
| Quatuor de flûtes                                            | Música de cambra               |                   | Quartet de flautes   |                     |             |
| Quatuor à cordes                                             | Música de cambra               |                   | Quartet de corda     |                     |             |
| Trio pour anches                                             | Música de cambra               |                   | Trio de canyes       |                     |             |
| Quartier latin                                               | Suite orquestral               |                   | Orquestra            |                     |             |
| Tourisme                                                     | Suite orquestral               |                   | Orquestra            |                     |             |
| Night Clup chez Belzébuth                                    | Suite orquestral               |                   | Orquestra            |                     |             |
| Suite pour 2 pianos et orchestre                             | Suite                          | 1950              | 2 pianos i orquestra |                     | Ed. Lemoine |
| Variations pour piano                                        | Instrument sol                 |                   | Piano                |                     |             |
| 5 pièces pour piano                                          | Instrument sol                 |                   | Piano                |                     | Ed. Durand  |
| 9 pièces pour piano                                          | Instrument sol                 |                   | Piano                |                     | Ed. Leduc   |
| 6 pièces pour piano                                          | Instrument sol                 |                   | Piano                |                     | P. Noël     |
| 5 préludes pour piano                                        | Instrument sol                 |                   | Piano                |                     | Fongères    |
| 3 pièces pour violon et piano                                | Música de cambra               |                   | Violí i piano        |                     | P. Noël     |
| Mélodies                                                     |                                |                   |                      |                     | P. Noël     |
| Les Caprices de Marianne                                     | Música escènica                |                   |                      |                     |             |
| On ne badine pas avec l'amour                                | Música escènica                |                   |                      |                     |             |
| Watheau                                                      | Música escènica                |                   |                      |                     |             |
| Patounet                                                     | Música escènica                |                   |                      |                     |             |
| Volio                                                        | Estudi                         | 1967              | Saxòfon alt          |                     |             |
| Tambours et trompettes Arxivat 2017-11-07 a Wayback Machine. | Instrument sol                 | 1984              | Piano                |                     | Ed. Lemoine |